# Думановщина (Бобруйский район)
Думановщина (бел. Думано́ўшчына) — деревня в Бобруйском районе Могилёвской области Республики Беларусь. Входит в состав Химовского сельсовета.

## География
Деревня находится в 9 км к северо-востоку от Бобруйска, 8 км от железнодорожной станции Березина на линии Бобруйск-Жлобин, 119 км к юго-западу от Могилёва, при автомобильной дороге Н10089 Думановщина-Слобода, в 1 км к востоку от деревни автомобильная дорога Р-93 Бобруйск-Могилёв.
Ландшафт местности волнистый с сосновыми и березовыми лесами. Территория находится в пределах Бобруйской равнины восточной Предполесской провинции. Климат теплый, умеренно влажный. Средняя температура января −6,5 °C, июля +18 °C. Оршанский артезианский бассейн.

## История
Известно из Пописа войска ВКЛ в 1567 году. Согласно инвентарю 1639 года имение пана Константина Думы. Бывшие названия деревни — Дедковщина, Демьяновщина. Во 2-й половине XVIII века деревня Думенщина в составе Речицкого уезда Минского воеводства Речи Посполитой, шляхетская собственность. Через деревню проходил старый путь из Бобруйска в Быхов. С 1793 года после 2-го раздела Речи Посполитой в составе Российской империи. В 1844 году деревня Думанщина в Бобруйском уезде Минской губернии, собственность помещиков Г. Закржевской и М. Михайловского. Согласно переписи 1897 года Думановщина в составе Качеричской волости Бобруйского уезда Минской губернии. При деревне находился одноименный фольварк, 4 двора, 14 жителей.
В Великую Отечественную войну действовала подпольная антифашистская группа, 14 сельчан погибли на фронте.
16 июля 1954 года передана из состава Козуличского сельсовета Кировского района в состав Химовского сельсовета Бобруйского района.
В 1986 году 89 хозяйств в составе колхоза «Путь Ленина», работают магазин, комплексный приёмный пункт бытового обслуживания населения, ферма крупного рогатого скота.

## Население

### Численность
- 2014 год — 69 жителей, 31 дворов

### Динамика
- 1844 год — 49 жителей, 8 дворов
- 1857 год — 60 жителей
- 1897 год — 157 жителей, 21 двор
- 1907 год — 131 жителей, 20 дворов[2]
- 1917 год — 197 жителей, 33 дворов
- 1926 год — 185 жителей, 33 дворов
- 1959 год — 278 жителей
- 1986 год — 163 жителей, 89 дворов
- 1997 год — 100 жителей, 46 дворов
- 2007 год — 79 жителей, 44 дворов
- 2009 год — 88 жителей (перепись населения)[2]
- 2014 год — 69 жителей, 31 дворов

## Достопримечательность
- "Памятны шлях". Улица Центральная — дорога, вымощенная булыжником.

### Памятник, скульптура
- Памятный знак — огромный камень-валун с табличкой, на которой рассказывается о событиях 1939 года, проходивших на территории деревни. Открыт в День народного единства.